# Funiculaire Les Avants – Sonloup
Le funiculaire Les Avants – Sonloup (LAS) est en service depuis 1910. De nos jours, la gestion et l'exploitation sont assumées par GoldenPass Services.

## Technique
Le funiculaire a toujours comporté deux voitures, l'avalante faisant contrepoids pour tracter plus facilement la montante. Dès l'origine à traction électrique, la machinerie est située dans la gare supérieure.

### Données techniques[2]
- Longueur exploitée : 515 mètres
- Longueur totale : 532 mètres
- Dénivelé : 180 mètres
- Rampe : de 180 à 545 ‰
- Écartement des rails : 1000 mm
- Constructeurs : Von Roll